# 孙啸南旧居
孙啸南旧居是原中孚银行副经理孙啸南在天津的旧居，坐落于当时的天津英租界科伦坡道（Colombo Road）（今和平区常德道20号），该建筑目前是天津市和平区文物保护单位和重点保护等级历史风貌建筑。

## 建筑
孙啸南旧居建筑面积为420平方米，是一座三层砖木结构英庭院式楼房。建筑外立面为棕灰色清水砖墙，顶部为四周出檐的多坡大筒瓦顶，建筑入口处设有方柱支撑的小方过厅，并设有有铁护栏围墙，建筑三层阳台和二层阳台相重叠。